# Andrea Bočeli
Andrea Bočeli (ital. Andrea Bocelli;  Lajatiko, nedaleko od Pize, 22. septembar 1958) italijanski je tenor.
On je u ruralnom okruženju svog toskanskog zavičaja, bio okružen muzikom. Iako je od ranih godina nastupao i osvajao nagrade na pevačkim konkursima, Bočeli je upisao pravni fakultet u Pizi. Kao student često je nastupao po barovima, pevajući hitove Aznavura i Sinatre. Saznavši da će njegov idol Franko Koreli držati master klas u Torinu, Bočeli napušta studije prava da bi nastavio sa vokalnim usavršavanjem. Franko Koreli je odmah prihvatio da podučava Bočelija, otkrivši u njemu veliki potencijal prirodnog dara.
Od 1982. Bočeli je snimio 15 solo studijskih albuma pop i klasične muzike, tri albuma najvećih hitova i devet kompletnih opera, prodavši preko 75 miliona ploča širom sveta. On je postigao uspeh kao prelazni izvođač, dovodeći klasičnu muziku na vrh međunarodnih pop lestvica. Njegov prvi kompilacijski album, Romanza, jedan je od najprodavanijih albuma svih vremena, dok je Sacred Arias najprodavaniji klasični album bilo kog solo umetnika u istoriji. My Christmas je bio najprodavaniji praznični album 2009. i jedan od najprodavanijih prazničnih albuma u Sjedinjenim Državama. Album Sì iz 2019. godine debitovao je na prvom mestu  i SAD ''Bilbord'' 200, postavši prvi Bočelijev album broj-jedan u obe zemlje. Njegova pesma „Con te partirò”, uvrštena na njegov drugi album Bocelli, jedan je od najprodavanijih singlova svih vremena. Ova numera je bila licencirana za upotrebu u nizu televizijskih reklama za TIM krajem 1990-ih, koje su vremenom postale veoma popularne u Italiji.
Godine 1998, Bočeli je proglašen jednim od 50 najlepših ljudi po izboru časopisa People. On je nastupao u duetu sa Selin Dion u pesmi „The Prayer” za animirani film Čarobni mač: U potrazi za Kamelotom, koji je osvojio nagradu Zlatni globus za najbolju originalnu pesmu i nominovan za Oskara za najbolju originalnu pesmu. Godine 1999, on je nominovan za najboljeg novog umetnika na dodeli Gremi nagrada. On je stekao upis u Ginisovu knjigu rekorda izdavanjem svog klasičnog albuma Sacred Arias, dok je istovremeno zauzimao prva tri mesta na američkoj lestvici klasičnih albuma.
Bočeli je 2006. godine proglašen za velikog oficira Ordena za zasluge Italijanske republike i počastvovan je zvezdom na Holivudskom šetalištu slavnih dan 2. marta 2010. godine za svoj doprinos Živom teatru. Pevačica Selin Dion je izjavila da „ako bi Bog imao pevački glas, on bi morao u znatnoj meri da zvuči kao Andrea Bočeli“, dok je muzički producent Dejvid Foster često Bočelijev glas opisivao kao najlepši na svetu.

## Mladost
Bočeli je rođen od oca Alesandra i majke Edi Bočeli 22. septembra 1958. Lekari su savetovali paru da izvrši abortus, jer su predvideli da će se dete roditi sa invaliditetom. Po rođenju je bilo očigledno da je Bočeli imao brojne probleme sa vidom, i uspostavljena je dijagnoza da ima urođeni glaukom. On je jednom prilikom izjavio je odluka njegove majke da ga rodi uprkos lekarskih saveta bila njegova inspiracija da osporavanje prava na abortus.
Bočeli je odrastao na porodičnoj farmi gde su se prodavale poljoprivredne mašine i proizvodilo vino u malom selu La Sterca, frazion Lajatiko, Toskana, Italija, oko 40 km (25 mi) južno od Pize. Njegova majka i mlađi brat Alberto i dalje žive u porodičnoj kući; otac mu je umro 2000. godine.
Bočeli je još kao dečak pokazivao veliku strast prema muzici. Njegova majka je izjavila da ga je muzika jedino mogla učiniti srećnim. Počeo je sa časovima klavira sa 6 godina, a kasnije je naučio da svira flautu, saksofon, trubu, trombon, gitaru i bubnjeve. Njegova dadilja Orijana dala mu je prvu ploču Franka Korelija i on je počeo da pokazuje interesovanje za karijeru tenora. Do 7. godine mogao je da prepozna čuvene glasove tog vremena i pokušao je da se ugleda na sjajne pevače.
U 12. godini Bočeli je potpuno izgubio vid nakon nesreće tokom fudbalske utakmice. U meču u kome je bio golmanom pogođen je u oko i zadobio je moždano krvarenje. Lekari su pribegli pijavicama kao krajnjoj meri u pokušaju da mu spasu vid, ali nisu uspeli, a on je ostao slep.
Bočeli je takođe provodio vreme pevajući tokom svog detinjstva. Svoj prvi koncert održao je u malom selu nedaleko od mesta gde je rođen. Na prvom pevačkom takmičenju pobedio je sa 14 godina sa pesmom „'O sole mio“ u Margherita d'Oro u Vijaređu. Srednju školu završio je 1980, a potom je studirao pravo na Univerzitetu u Pizi. Da bi zaradio novac, davao je večernje predstave u klavirskim barovima i tamo je upoznao svoju buduću suprugu Enriku 1987. godine. On je završio pravni fakultet i proveo godinu dana kao advokat imenovan od suda.

## Karijera
Početak karijere odigrao se 1992. godine kada se Bočeli javio na audiciju koju je organizovao čuveni italijanski pevač Cukero u potrazi za tenorom koji bi načinio demo snimak za duet „Miserere“ sa Lučanom Pavarotijem. Pavaroti je bio očaran talentom Andrea Bočelija. Usledili su angažmani kompanije Sugar, jedne od najvećih italijanskih muzičkih firmi, za nastup na čuvenom festivalu „Sanremo“ 1993. odakle pažnja medija raste vrtoglavo. Nižu se uspesi, među kojima je internacionalnu slavu pobrao album „Romansa“.
Paralelno sa karijerom u oblasti popularne muzike, Bočeli niže uspehe i na polju operske umetnosti. Prvi operski nastup imao je 1994. godine, u Verdijevoj operi „Ledi Magbet“.

## Albumi
- 1994: Il Mare Calmo della Sera
- 1995: Bocelli
- 1996/1997: Viaggio Italiano
- 1997: Aria: The Opera Album
- 1999: Sogno
- 1999: Sacred Arias
- 2000: Verdi
- 2001: Cieli di Toscana
- 2002: Sentimento
- 2004: Andrea
- 2006: Amore
- 2006: Io sono Interista
- 2008: Incanto
- 2009: My Christmas
- 2013: Passione

## Opere
- Ledi Magbet - (1994)
- Boemi - (1998)
- Vesela udovica - (1999)
- Verter u Detroitu - (1999)
- Madam Baterflaj - (2002)

## Nastupi
- Sanremo - (1993)
- Veronska arena - (1999)
- Teatro Filarmonico - (2001)
- Teatro Komunale - 2005
- Beogradska arena - (2005)
- Beogradska arena - (2013)

## Nagrade
- UK BRIT
- Nagrade za klasični album godine
- Zlatna medalja za zasluge[29]

## Zanimljivosti
Tenor, Andrea Bočeli je rođen sa oštećenim vidom, a ostao je slep u svojoj 12. godini usled nesreće na fudbalu.
Do sada je prodao preko 65 miliona ploča širom sveta.

## Spoljašnje veze
- Zvanični veb-sajt
- Iako sam strastan čovek morao sam da se smirim - intervju („Politika“, 30. april 2013)
- Andrea Bočeli na veb-sajtu  (jezik: engleski)
- Andrea Bočeli na veb-sajtu AllMovie (jezik: engleski)